# César-díjak 2018
A 43. César-díj átadó ünnepségre, amelyen a 2017-ben forgalomba hozott, s a francia filmes szakma képviselői által legjobbnak ítélt francia alkotásokat részesítették elismerésben, 2018. március 2-án került sor a párizsi Pleyel előadóteremben. Az ünnepség ceremóniamesterének Manu Payet színész, humoristát kérték fel. Miután a 2017-es gála levezetésére felkért elnök, Roman Polański egy ellene folytatott feminista kampány miatt visszalépett, s nem helyettesítették, 2018-ban ismét jelöltek elnököt; az ünnepséget Vanessa Paradis színésznő  nyitotta meg és ő adta át az alkotóknak a legjobb filmért járó trófeát.
A Filmművészeti és Filmtechnikai Akadémia úgy döntött, hogy 2018-tól kiegészíti az elismerések sorát egy közönségdíjjal, melyet az az alkotás kap meg, amely az előző évben a legtöbb látogatót vonzotta a filmszínházakba. A Közönség César-díjának (César du public) elnevezett díjra külön jelölés nincs, azt automatikusan a legnagyobb nézőszámot produkáló film kapja.
A díjátadó alkalmat adott arra, hogy olyan, a közelmúltban elhunyt francia művészekről emlékezzenek meg, mint Gisèle Casadesus, Jean Rochefort, Danielle Darrieux, Johnny Hallyday, vagy Jeanne Moreau, akinek az egész estélyt ajánlották, és akinek François Truffaut A menyasszony feketében volt című filmjének 1967-es forgatása alatt készült fényképe volt látható a rendezvény hivatalos plakátját is.
Alain Terzian, a francia Filmművészeti és Filmtechnikai Akadémia elnöke, február 26-án, a filmproducerek vacsoráján, melynek fénypontja a Daniel Toscan du Plantier-díj átadása volt, bejelentette, hogy „a César-gála idején mindannyian fehér szalagot viselünk a nők elleni erőszak ellen tiltakozva”.

## Jelölések és díjak
A díjra jelölt filmek, alkotók és szereplők végleges listáját, melyet az Filmművészeti és Filmtechnikai Akadémia (AATC) 4680 állandó, és mintegy 200 pártoló tagja 642 filmből és 2890 személyből állított össze, 2018. január 31-én hozták ünnepélyes keretek között nyilvánosságra. A február 5-én kezdődött második körös, végső szavazás levélben február 27-én, online szavazás esetében pedig március 2-án 16 órakor ért véget. Ezt követően számlálták össze a szavazatokat két jegyző jelenlétében, s készítették el a trófeák gravírozását.
2018. február 10-én a díjra jelölt alkotó- és technikai művészeket a Fouquet's étteremben ebéden látták vendégül a Champs-Élysées-n, amelynek során megkapták a „hivatalos jelölési okiratot” és egy emlékeztetőt a díjazással kapcsolatban. Az előző évek gyakorlatához hasonlóan, február 14. és 27. között minden jelölésben szereplő filmet levetítettek a nagyközönségnek a párizsi Le Balsac és Les 3 Luxembourg filmszínházakban – az akadémiai tagok részére ingyenesen. A díjátadó ünnepséget a Canal+ televíziós csatorna élőben, kódolatlan adás keretében közvetítette.
A legtöbb jelölést (13-13) az 1990-es évek elején az AIDS terjedése, és a francia társadalom közönye ellen harcosan fellépő Act Up-Paris szervezet aktivistáiról szóló, 2017-ben cannes-i nagydíjas 120 dobbanás percenként című filmdráma, valamint Pierre Lemaitre Magyarországon is népszerű, Goncourt-díjas regényének adaptációja, a Viszontlátásra odafönt kapta. Őket az Eszeveszett esküvő című filmvígjáték (10 jelölés), és a világhírű sanzonénekes, Barbara életéről készült alkotás (9 jelölés) követte. A legjobb külföldi filmek jelöltjei között megtalálható a 2017-es többszörös Oscar- és Golden Globe- és BAFTA-díjas amerikai musical, a Kaliforniai álom, továbbá a 2018-as Oscar-jelölt amerikai-brit-francia-holland háborús film, a Dunkirk, valamint Ruben Östlund A négyzet és Andrej Zvjagincev Szeretet nélkül című filmdrámája.
A díjazás tekintetében a papírforma érvényesült: a lehetséges tizenhétből egy kivételével az összes nagyjátékfilm díját négy alkotás vitte el; a 120 dobbanás percenként hatot (legjobb film, legjobb mellékszereplő színész, legígéretesebb fiatal színész, legjobb eredeti forgatókönyv, legjobb vágás és legjobb filmzene), a Viszontlátásra odafönt ötöt (legjobb rendező, legjobb operatőr, legjobb adaptáció, legjobb díszlet és legjobb jelmez), az elsőfilmnek számító Petit paysan hármat és a Barbara kettőt. A legnagyobb vesztese a díjkiosztónak az Eszeveszett esküvő lett, amely a tíz jelölésből egyetlen díjat sem tudott megszerezni. A legjobb külföldi filmnek járó szobrocskát Andrej Zvjagincev Szeretet nélkül című filmdrámája érdemelte ki.
Az Akadémia vezetésének döntése alapján a tiszteletbeli Césart 2018-ban életműve elismeréseként Penélope Cruz Oscar-díjas spanyol színésznő érdemelte ki, akinek a trófeát egykori felfedezője, a sztárrendező Pedro Almodóvar adta át.
Az újonnan létrehozott közönségdíjért Dany Boon vehetett át egy César-szobrocskát akció-filmvígjátéka, a RAID – A törvény nemében rendezőjeként.
| Díjak                            | Jelöltek |
| -------------------------------- | --- |
| Legjobb film                     | - 120 dobbanás percenként (120 battements par minute), rendezte: Robin Campillo - Barbara (Barbara), rendezte: Mathieu Amalric - Eszeveszett esküvő (Le sens de la fête), rendezte: Éric Toledano és Olivier Nakache - Le brio, rendezte: Yvan Attal - Lépésről lépésre (Patients), rendezte: Grand Corps Malade - Petit paysan, rendezte: Hubert Charuel - Viszontlátásra odafönt (Au revoir là-haut), rendezte: Albert Dupontel                                                                            |
| Legjobb rendező                  | - Albert Dupontel – Viszontlátásra odafönt (Au revoir là-haut) - Robin Campillo – 120 dobbanás percenként (120 battements par minute) - Mathieu Amalric – Barbara (Barbara) - Julia Ducournau – Nyers (Grave) - Hubert Charuel – Petit paysan - Michel Hazanavicius – Le Redoutable - Éric Toledano és Olivier Nakache – Eszeveszett esküvő (Le sens de la fête) |
| Legjobb színésznő                | - Jeanne Balibar – Barbara (Barbara) - Juliette Binoche – Jöjj el napfény! (Un beau soleil intérieur) - Emmanuelle Devos – Numéro une - Marina Foïs – Írószeminárium (L'atelier) - Charlotte Gainsbourg – A virradat ígérete (La promesse de l'aube) - Karin Viard – Jalouse - Doria Tillier – Adelmanék titka (Monsieur et Madame Adelman) |
| Legjobb színész                  | - Swann Arlaud – Petit paysan - Daniel Auteuil – Le brio - Jean-Pierre Bacri – Eszeveszett esküvő (Le sens de la fête) - Guillaume Canet – Rock'n Roll - Albert Dupontel – Viszontlátásra odafönt (Au revoir là-haut) - Louis Garrel – Le Redoutable - Reda Kateb – Django |
| Legjobb mellékszereplő színésznő | - Sara Giraudeau – Petit paysan - Laure Calamy – Ava - Anaïs Demoustier – La villa - Adèle Haenel – 120 dobbanás percenként (120 battements par minute) - Mélanie Thierry – Viszontlátásra odafönt (Au revoir là-haut) |
| Legjobb mellékszereplő színész   | - Antoine Reinartz – 120 dobbanás percenként (120 battements par minute) - Niels Arestrup – Viszontlátásra odafönt (Au revoir là-haut) - Laurent Lafitte – Viszontlátásra odafönt (Au revoir là-haut) - Gilles Lellouche – Eszeveszett esküvő (Le sens de la fête) - Vincent Macaigne – Eszeveszett esküvő (Le sens de la fête) |
| Legígéretesebb fiatal színésznő  | - Camélia Jordana – Le brio - Iris Bry – Les gardiennes - Laetitia Dosch – Egy fiatal nő (Jeune femme) - Eye Haidara – Eszeveszett esküvő (Le sens de la fête) - Garance Marillier – Nyers (Grave) |
| Legígéretesebb fiatal színész    | - Nahuel Pérez Biscayart – 120 dobbanás percenként (120 battements par minute) - Benjamin Lavernhe – Eszeveszett esküvő (Le sens de la fête) - Finnegan Oldfield – Színpadon az életem (Marvin ou la Belle Éducation) - Pablo Pauly – Lépésről lépésre (Patients) - Arnaud Valois – 120 dobbanás percenként (120 battements par minute) |
| Legjobb operatőr                 | - Vincent Mathias – Viszontlátásra odafönt (Au revoir là-haut) - Jeanne Lapoirie – 120 dobbanás percenként (120 battements par minute) - Christophe Beaucarne – Barbara (Barbara) - Caroline Champetier – Les gardiennes - Guillaume Schiffman – Le Redoutable |
| Legjobb vágás                    | - Robin Campillo – 120 dobbanás percenként (120 battements par minute) - François Gedigier – Barbara (Barbara) - Dorian Rigal Ansous – Eszeveszett esküvő (Le sens de la fête) - Julie Lena, Tristan Corbeille és Grégoire Pointecaille – Petit paysan - Christophe Pinel – Viszontlátásra odafönt (Au revoir là-haut) |
| Legjobb eredeti forgatókönyv     | - 120 dobbanás percenként (120 battements par minute) – Robin Campillo - Barbara (Barbara) – Mathieu Amalric és Philippe di Folco - Eszeveszett esküvő (Le sens de la fête) – Éric Toledano és Olivier Nakache - Nyers (Grave) – Julia Ducournau - Petit paysan – Claude Le Pape és Hubert Charuel |
| Legjobb adaptáció                | - Albert Dupontel és Pierre Lemaître – Viszontlátásra odafönt (Au revoir là-haut) - Xavier Beauvois és Frédérique Moreau – Les gardiennes - Grand Corps Malade és Fadette Drouard – Lépésről lépésre (Patients) - Éric Barbier és Marie Eynard – A virradat ígérete (La promesse de l'aube) - Michel Hazanavicius – Le Redoutable |
| Legjobb filmzene                 | - Arnaud Rebotini – 120 dobbanás percenként (120 battements par minute) - Matthieu Chedid – Arcélek, útszélek (Visages, villages) - Jim Williams – Nyers (Grave) - Myd – Petit paysan - Christophe Julien – Viszontlátásra odafönt (Au revoir là-haut) |
| Legjobb hang                     | - Olivier Mauvezin, Nicolas Moreau és Stéphane Thiébault – Barbara (Barbara) - Julien Sicart, Valérie de Loof és Jean-Pierre Laforce – 120 dobbanás percenként (120 battements par minute) - Pascal Armant, Sélim Azzazi és Jean-Paul Hurier – Eszeveszett esküvő (Le sens de la fête) - Mathieu Descamps, Séverin Favriau és Stéphane Thiébault – Nyers (Grave) - Jean Minondo, Gurwal Coïc-Gallas, Cyril Holtz és Damien Lazzerini – Viszontlátásra odafönt (Au revoir là-haut)                            |
| Legjobb díszlet                  | - Pierre Quefféléan – Viszontlátásra odafönt (Au revoir là-haut) - Laurent Baude – Barbara (Barbara) - Emmanuelle Duplay – 120 dobbanás percenként (120 battements par minute) - Christian Marti – Le Redoutable - Pierre Renson – A virradat ígérete (La promesse de l'aube) |
| Legjobb jelmez                   | - Mimi Lempicka – Viszontlátásra odafönt (Au revoir là-haut) - Catherine Bouchard – A virradat ígérete (La promesse de l'aube) - Pascaline Chavanne – Barbara (Barbara) - Isabelle Pannetier – 120 dobbanás percenként (120 battements par minute) - Anaïs Romand – Les gardiennes |
| Legjobb elsőfilm                 | - Petit paysan, rendezte: Hubert Charuel - Adelmanék titka (Monsieur et Madame Adelman), rendezte: Nicolas Bedos - Egy fiatal nő (Jeune femme), rendezte: Léonor Serraille - Nyers (Grave), rendezte: Julia Ducournau - Lépésről lépésre (Patients), rendezte: Grand Corps Malade |
| Legjobb animációs film           | - A csúnya, gonosz róka és más mesék (Le Grand Méchant Renard et autres contes...), rendezte: Benjamin Renner és Patrick Imbert - Sahara, rendezte: Pierre Coré - Zombillénium, rendezte: Arthur de Pins et Alexis Ducord |
| legjobb animációs rövidfilm      | - Pépé le Morse, rendezte: Lucrèce Andreae - I Want Pluto To Be A Planet Again, rendezte: Marie Amachoukeli és Vladimir Mavounia-Kouka - Le jardin de minuit, rendezte: Benoît Chieux - Le futur sera chauve, rendezte: Paul Cabon |
| Legjobb dokumentumfilm           | - Nem vagyok a rabszolgád (I Am Not Your Negro), rendezte: Raoul Peck - Arcélek, útszélek (Visages, villages), rendezte: Agnès Varda és JR - 12 jours, rendezte: Raymond Depardon - À voix haute : La Force de la parole, rendezte: Stéphane de Freitas - Carré 35, rendezte: Éric Caravaca |
| Legjobb rövidfilm                | - Les Bigorneaux, rendezte: Alice Vidal - Debout Kinshasa !, rendezte: Sébastien Maître - Le Bleu, blanc rouge de mes cheveux, rendezte: Josza Anjembe - Les Misérables, rendezte: Ladj Ly - Marlon, rendezte: Jessica Palud |
| Legjobb külföldi film            | - Szeretet nélkül (Nyeljubov (Нелюбовь)), rendezte: Andrej Zvjagincev RUS, GER, BEL, FRA - A kairói eset (The Nile Hilton Incident), rendezte: Tarik Saleh SWE, DEN, GER - A királyi játszmák (L'échange des princesses), rendezte: Marc Dugain BEL, FRA - A négyzet (The Square), rendezte: Ruben Östlund, GER, SWE DEN, FRA - Dunkirk, rendezte: Christopher Nolan USA, GBR, NED, FRA - Kaliforniai álom (La La Land), rendezte: Damien Chazelle USA - Noces, rendezte: Stephan Streker PAK, BEL, LUX, FRA |
| A közönség César-díja            | RAID – A törvény nemében (Raid dingue), rendezte: Dany Boon |
| Tiszteletbeli César              | Penélope Cruz |

## Többszörös jelölések és elismerések
| Jelölés | Díj | Cím                     |                            |
| ------- | --- | ----------------------- | -------------------------- |
| 13      | 6   | 120 dobbanás percenként | 120 battements par minute  |
| 13      | 5   | Viszontlátásra odafönt  | Au revoir là-haut          |
| 10      | 0   | Eszeveszett esküvő      | Le sens de la fête         |
| 9       | 2   | Barbara                 | Barbara                    |
| 8       | 3   | –––                     | Petit paysan               |
| 6       | 0   | Nyers                   | Grave                      |
| 5       | 0   | –––                     | Le Redoutable              |
| 4       | 0   | A virradat ígérete      | La promesse de l'aube      |
| 4       | 0   | –––                     | Les gardiennes             |
| 4       | 0   | Lépésről lépésre        | Patients                   |
| 3       | 1   | –––                     | Le brio                    |
| 2       | 0   | Adelmanék titka         | Monsieur et Madame Adelman |
| 2       | 0   | Arcélek, útszélek       | Visages, villages          |
| 2       | 0   | Egy fiatal nő           | Jeune femme                |